# К-11 (снайперська гвинтівка)
К-11 — 5,45-мм, магазинна снайперська гвинтівка вірменського виробництва.
К-11 була вперше представлена у 1996 році.

## Історія
Снайперська гвинтівка К-11 була розроблена у Вірменії у 1995-1996 роках та випускалася невеликими серіями приблизно до 2005 року. Гвинтівка стоїть на озброєнні вірменської армії, переважно, у спецпідрозділах. На її основі розроблена і випускається гвинтівка К-11М, що відрізняється більш сучасною фурнітурою із пластику. Також існує варіант цієї гвинтівки під позначенням К-8 під потужніший патрон 7,62×54 мм R.

## Опис
К-11 є магазинною гвинтівкою з поздовжньо-ковзним поворотним затвором. Частина деталей К-11 запозичена від автоматичної гвинтівки К-3. Затвор має два радіальні бойові упори в передній частині, ствол консольно закріплений в ствольній коробці, зовні схожій з коробкою автомата Калашнікова, але виконаною фрезеруванням, а не штампуванням. У верхній частині ствольна коробка відкрита, кронштейн для кріплення оптики кріпиться до напрямної типу «ластівчин хвіст» на лівій стінці коробки. Ложа дерев'яна, скелетної конструкції типу СВД, зі знімною щокою. Живлення патронами - з відокремлених коробчатих магазинів на 10 або 30 набоїв, сумісних з автоматом АК-74. Гвинтівка зазвичай комплектується оптичними прицілами кратності 4-х, крім того, на ній виконані відкриті прицільні пристосування.

## Варіанти
- К-8 є модифікацією К-11 під патрон 7,62×54 мм R. Гвинтівка абсолютно ідентична К-11 по конструкції і відрізняється тільки калібром стовбура і, відповідно, поруч пов'язаних з цим тактико-технічних характеристик.
- К-11М — модифікація К-11. Снайперська гвинтівка К-11М є покращеною версією своєї попередниці К-11.

## Оператори
- Вірменія — Збройні сили Вірменії